# Клирфилд (Пенсилванија)
Клирфилд (енгл. Clearfield) град је у америчкој савезној држави Пенсилванија.

## Демографија
По попису из 2010. године број становника је 6.215, што је 416 (-6,3%) становника мање него 2000. године.
| Група             | 2000.         | 2010.         |
| Белци             | 6.508 (98,1%) | 6.010 (96,7%) |
| Афроамериканци    | 48 (0,7%)     | 47 (0,8%)     |
| Азијати           | 21 (0,3%)     | 27 (0,4%)     |
| Хиспаноамериканци | 22 (0,3%)     | 54 (0,9%)     |
| Укупно            | 6.631         | 6.215         |